# Ernst Rietschel

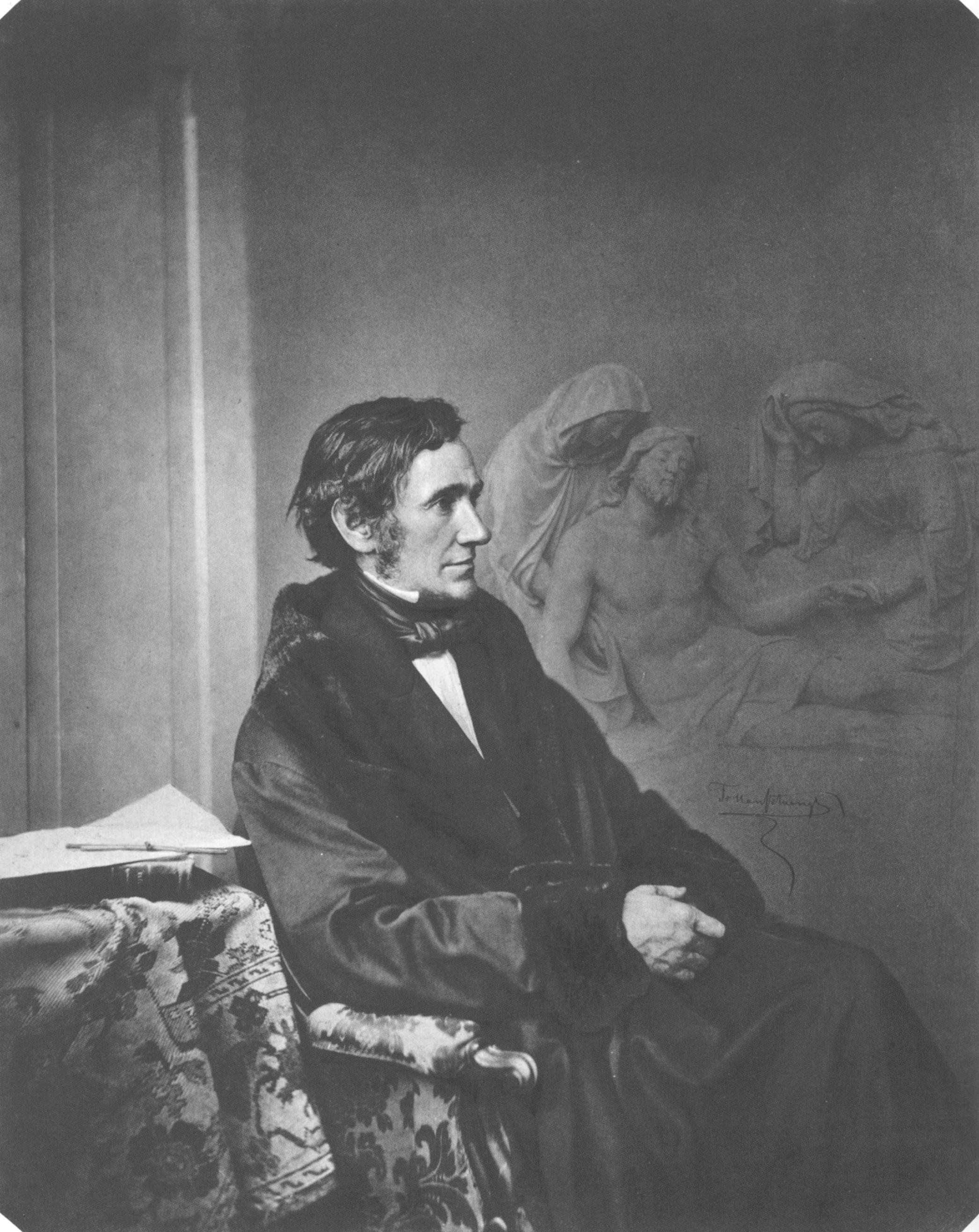
Ernst Rietschel portréja, 1850 körül

Ernst Rietschel (Pulsnitz, 1804. december 15. – Drezda, 1861. február 21.) német szobrász, a klasszicizmusból kibontakozó német realista szobrászat kiemelkedő képviselője.

## Életpályája
Tanulóéveit a legnagyobb nélkülözések között töltötte és a drezdai akadémián folytatott tanulmányai sem jártak nagy eredménnyel. Végre 1826-ban Berlinbe került Ch. D. Rauchhoz, aki nemcsak a fejlődésére gyakorolt döntő befolyást, hanem személyesen is pártfogolta őt. Frigyes Ágost szász király bronzszobra Drezdában még egészen mestere szellemét tükrözi vissza, szintúgy a lipcsei egyetem, a drezdai színház és a berlini operaház számára készített domborművei, de a potsdami béketemplom márvány Pietája (1847) már erőteljes realista törekvéséről tesz tanúságot.
1832-től a drezdai akadémia tanára volt. 1850-ben készítette el Thaer bronzszobrát Lipcsében, 1848 és 1853 között pedig a híres braunschweigi Lessing-szobrot, amelyben minden klasszikus hagyománnyal szakított és tisztán természethűségre, egyéni jellemzésre törekedett. Ugyanezeket az elveket juttatta diadalra Goethe és Schiller kettős emlékszobrában Weimarban. 1858-ban a wormsi nagy Luther-szobor elkészítésének nehéz föladata jutott osztályrészéül. Az elkészített mintával győzelmesen oldta meg az alakok nagy számával (Lutheren kívül hasonló szellemű kortársait, a reformáció előfutárjait, Speier, Augsburg és Magdeburg városok alakjait kellett ábrázolnia) járó nehézségeket, de csak Viclef szobrának kivitele való ő tőle. Az egész művet tanítványai, főleg Donndorf és Kietz készítették el. Számos mellszobra közül említendő Lutheré, II. Ágost szász választó-fejedelemé, Rauché stb. Tőle való Carl Maria von Weber zeneszerző bronzszobra Drezdában. 1832 óta a drezdai akadémia tanára volt.

## Emlékezete
Mellszobra Drezdában a Brüllsche Terassén áll. 

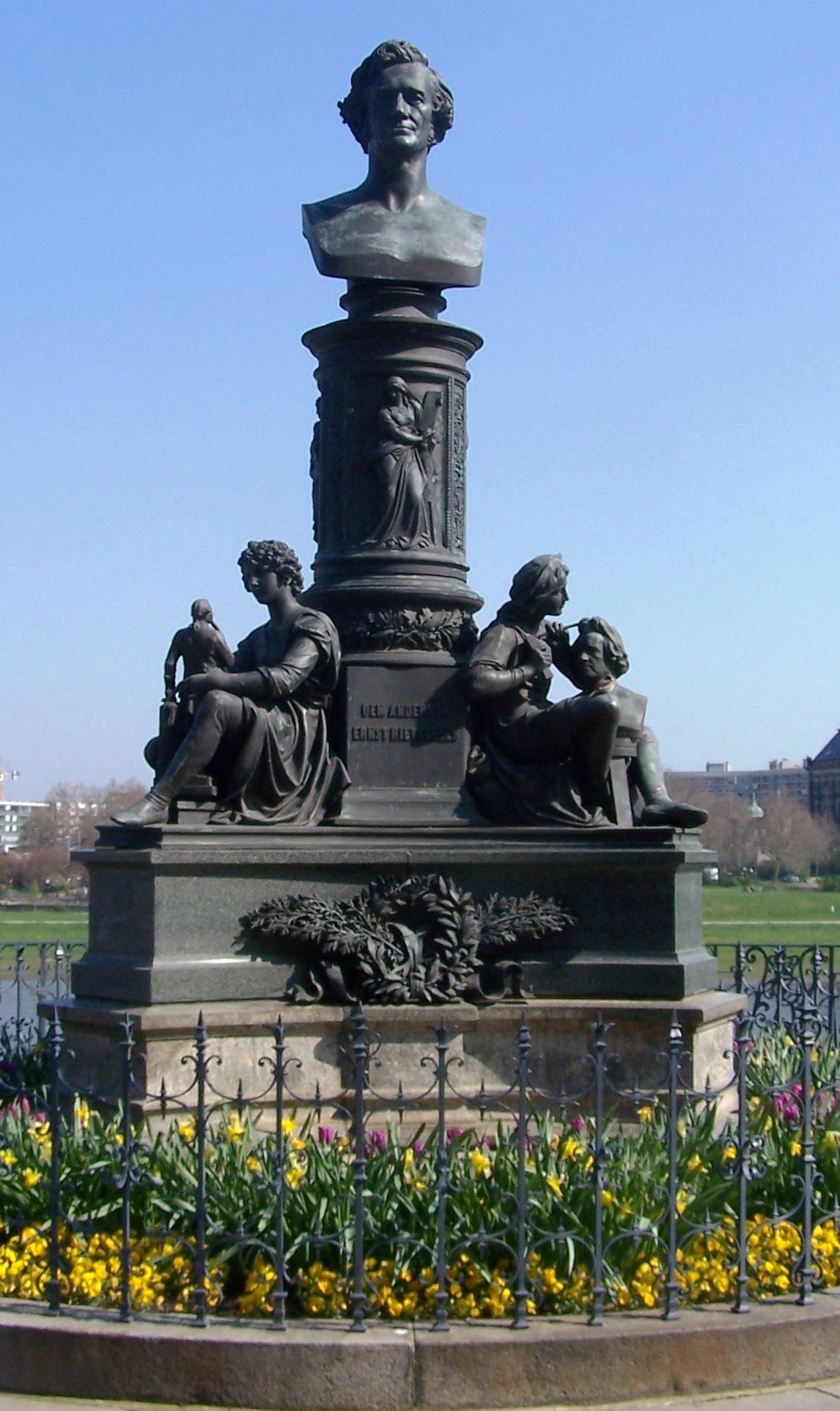
Ernst Rietschel mellszobra, Drezda, Brüllsche Terasse

## Főbb művei
- Pieta (1845, Potsdam, Frigyes császár mauzóleuma)
- Lessing-emlékmű (1848 - 1853, Braunschweig)
- Goethe és Schiller páros emléke (1857, Weimar)
- Luther-emlék (1858, Worms, tanítványai fejezték be)